# Mirta Wons

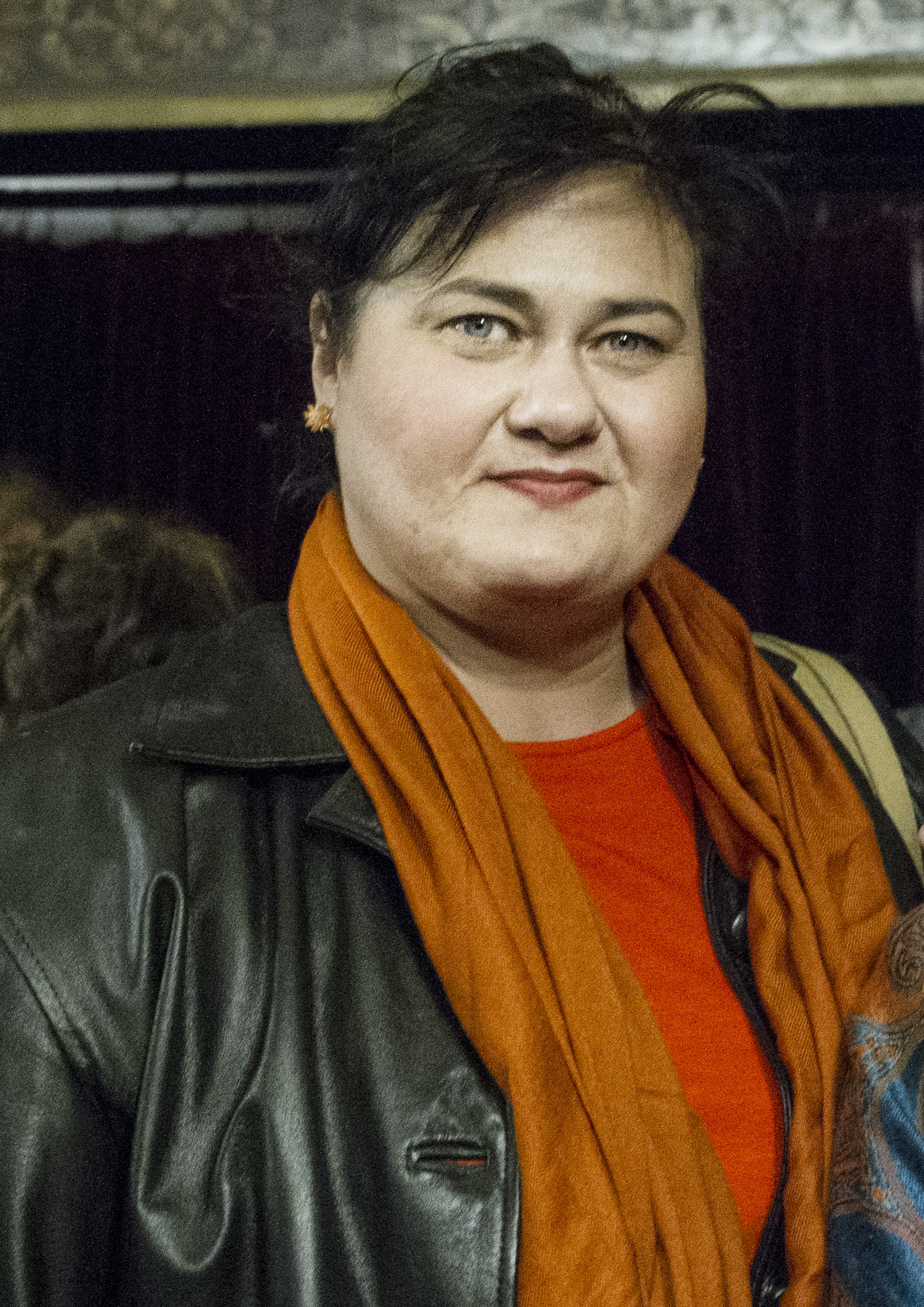
Mirta Wons, 2017

Mirta Wons (* 12. März 1964 in Buenos Aires) ist eine argentinische Schauspielerin.

## Karriere
Mirta Wons wurde in Buenos Aires geboren. Sie hat polnische Vorfahren. Nach dem Abitur begann sie eine Ausbildung zur Kindergärtnerin. In diesem Beruf arbeitete sie über zwei Jahre und spielte nebenbei Theater. Sie gab ihren Job als Kindergärtnerin auf und war anschließend als Schulsekretärin, Babysitterin und Schmuckverkäuferin tätig. Während dieser Zeit studierte sie die Schauspielerei und nahm Tanzunterricht.
In Argentinien spielte sie in verschiedenen Fernsehserien. Internationale Bekanntheit erlangte sie durch die Rolle der Hausköchin Olgita „Olga“ Patricia Peña in der Disney-Channel-Telenovela Violetta, in der Wons zu sehen war.

## Filmographie (Auswahl)
- 2002–2003: Rebelde Way – Leb dein Leben (Fernsehserie)
- 2009: Lucky Luke
- 2012–2015: Violetta (Fernsehserie)
- 2014: Angie e le ricette di Violetta (Fernsehserie)